# Fritz Seeldrayers
Fritz Seeldrayers (Anderlecht, 2 januari 1878 - Ukkel, 18 mei 1963) was een Belgisch architect.

## Levensloop
Seeldrayers was voornamelijk actief te Brussel, alwaar verschillende 'art-nouveau'-panden naar zijn ontwerp bewaard bleven.  
Hij was woonachtig in Sint-Gillis. Zijn vader (Émile) was schilder en zijn broer Rodolphe was onder meer voorzitter van het BOIC, de KBVB en de FIFA. Zijn zoon André was eveneens architect. Hij werkte onder meer mee aan de voormalige gebouwen van het Sauvagère-eigendom.

## Bekende werken
- Huis Paul Gilson, Zeedijk 65 in De Panne[6]
- Yseuxhuis, Antoine Bréartstraat 95 te Sint-Gillis[7]